# Carnaval (émission de télévision)
Pour les articles homonymes, voir Carnaval (homonymie).
 (avril 2021).
Si vous disposez d'ouvrages ou d'articles de référence ou si vous connaissez des sites web de qualité traitant du thème abordé ici, merci de compléter l'article en donnant les références utiles à sa vérifiabilité et en les liant à la section « Notes et références ».
Carnaval ! était une émission de télévision française de divertissement diffusée du 6 mars 1984 jusqu'en 1987 sur TF1, et présentée par Patrick Sébastien, dont ce fut la première émission.

## Histoire
À l'origine, l'émission devait être inédite, c'est-à-dire que lors de sa première émission, le mardi gras de 1984, aucune autre diffusion n'avait été prévue, mais Carnaval ! rencontra un tel succès au niveau des audiences, que l'émission fut pérennisée.
Elle est notamment connue pour avoir accueilli en 1984 Lionel Jospin qui a interprété Les Feuilles mortes de Jacques Prévert.
L'émission cessa lors du départ du chanteur pour La Cinq, pour animer l'émission Farandole de septembre 1987 à janvier 1988, qui reprit le même principe d'émission.